# گوستاو کلیمت
گوستاو کلیمت (آلمانی: Gustav Klimt، زاده: ۱۴ ژوئیه ۱۸۶۲ – درگذشت: ۶ فوریه ۱۹۱۸) یک نقاش نمادگرای اتریشی و یکی از برجسته‌ترین اعضای هنر نوی وین به نام جدایی وین بود. کارهای برتر او عبارتند از نقاشی، نقاشی‌های دیوارنما، انگاره و کارهای هنری دیگر که بسیاری از آن‌ها در نگارخانه انجمن جدایی وین نمایش داده می‌شوند. موضوع و سبک اصلی نقاشی‌های کلیمت اندام برهنه زنان بود، کلیمت همچنین بنیانگذار و اولین رئیس کانون انجمن جدایی وین بود.
محبوبیت و افزایش قیمت تابلوهای گوستاو کلیمت در حراجی‌ها از سده بیستم میلادی آغاز شد.
کلیمت طراحی زبردست بود. از او بیش از سه هزار طراحی باقی مانده، که از نگاه دقیق و دست پرقدرت او خبر می‌دهند. قلم جسور و چابک او در رسم پیکرها و حالت‌های انسانی، به ویژه زنان برهنه، به گروهی از هنرمندان جوان‌تر مانند اگون شیله درس بسیار داد.

## زندگی
گوستاو کلیمت در بومگارتن شهری کوچک در نزدیکی وین در اتریش-مجارستان به دنیا آمد. خانواده آن‌ها دارای هفت فرزند بود، سه پسر و چهار دختر که او دومین فرزند خانواده به‌شمار می‌رفت. از همان ابتدا همه پسرها دارای استعدادهای هنری بودند. برادران کوچکتر گوستاو، به نام‌های ارنست و جورج کلیمت بودند. پدر آن‌ها ارنست کلیمت، اهل بوهم و یک منقوشگر طلا بود. ارنست با آنا کلیمت (née Finster)، که دوست داشت یک نوازنده موسیقی باشد، ازدواج کرد. کلیمت بیشتر دوران کودکی خود را در فقر گذراند.
در سال ۱۸۷۶، بورسیه تحصیل در دانشکده هنر و صنایع دستی وین به کلیمت اعطاء گردید و تا سال ۱۸۸۳، در آنجا مشغول تحصیل در رشته نقاشی و معماری شد. در ۱۸۷۷، برادر او ارنست که دوست داشت همانند پدرش یک منقوشگر طلا شود، نیز وارد دانشگاه شد. هر دو برادر به همراه یکی از دوستانشان به نام فرانز با یکدیگر کار می‌کردند. تا سال ۱۸۸۰، آن‌ها موفق به دریافت کمیسیون‌های بیشماری در غالب تیمی به نام شرکت هنرمندان شدند و به استاد خود درکشیدن نقاشی‌های دیواری برای موزه وین کمک کردند. کلیمت کار حرفه‌ای خود را با کشیدن نقاشی‌های دیواری داخلی و سقف‌ها برای ساختمان‌های بزرگ در «رینگ‌اشتراسه» شروع نمود که شامل مجموعه‌ای موفق از حکایات و تمثیل‌ها می‌شد.

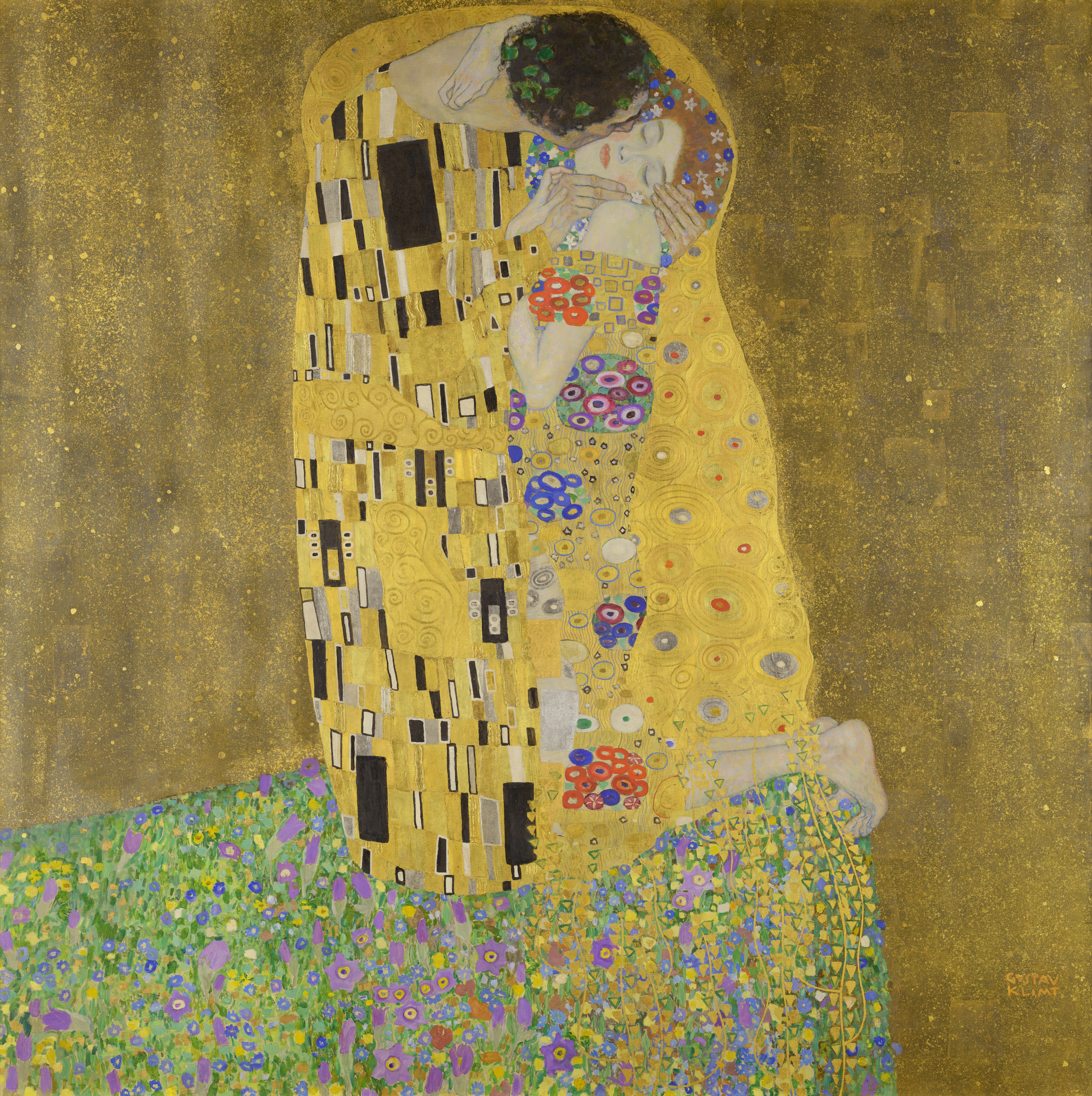
بوسه. ۱۸۶۲–۱۹۱۸ میلادی. رنگ روغن بر روی کرباس.

وی اتریشی‌تبار است و به واسطه خلاقیت‌ها و تلاش‌های نوآورانه‌اش در زمینه طراحی، به‌کارگیری نقوش ریتم‌دار و مواج، به‌کارگیری رنگ‌های پر کنتراست با مایه‌های گرم، استفاده از طلایی به عنوان رنگ و بهره گرفتن از ترکیب بندی‌های جدید به دور از تأکید بر نقاط طلایی، توانست به کسب موفقیت‌های زیادی نائل آید. کلیمت همچنین به سبک آرنوو در اتریش ارزش و اعتبار والایی بخشید. او از شخصیت‌های بزرگ گروه انشعابی «Sezession» وین بود که به عنوان یک نقاش موفق تزئین کار و چهره پرداز تراز اول در جامعه غربی آن دوران خود را شناساندند. غنای رنگ و ترکیب بندی‌های جدید با خطوط طراحی محکم و لطیف از جمله ویژگی‌های آثار کلیمت است. تقلید و کپی‌برداری از کلیمت، در روزگار اشباع شده از «تکثیر مکانیکی» (به تعبیر والتر بنیامین) سخت رواج دارد، اما هرگز کسی نتوانسته با آن تمرکز خیره‌کننده، توازن و تعادل هارمونیک کار این هنرمند را تکرار کند.
هنر کلیمت وجهی دوگانه و گاه متناقض دارد: او از سویی از هنرمندان پیشگام و آوانگارد زمان خود بود که با نوآوری‌های چشمگیر و تجربه‌های جسورانه بر نسلی از هنرمندان مدرنیست تأثیر گذاشت، اما از سوی دیگر هنر خود را بر دستمایه‌هایی ساده و آشنا استوار کرد که برای هر چشمی زیبا و نوازشگر هستند.
تابلوهای کلیمت به راحتی با هر نگاهی انس می‌گیرند و به دیوار هر اتاق خواب، سالن نشیمن یا دفتر کاری می‌خورند. نباید فراموش کرد که این حسن و کمال با عمری تلاش و تقلا به دست آمده‌است. انقلاب در هنر تزئینی وین در آغاز قرن بیستم و دوره‌ای که به پایان قرن یا مرحله انحطاط شناخته شده‌است، از پایگاه‌های اصلی هنر مدرن بود. گوستاو کلیمت با شورش بر نقاشی آکادمیک یکی از نمایندگان اصلی سبک هنر نو است که در کنار گروهی از هنرمندان نوگرای وابسته به نمایشگاه «سسسیون» (گسست) جنبش «یوگند استیل» (سبک جوان) را به وجود آوردند.
نقاشان کلاسیک و «مکتبی» کار کلیمت را بیشتر آرایش و دکور می‌دانستند که از «مقاصد والای هنر» دور می‌شود. در برابر کلیمت و دوستان او عقیده داشتند که هنرمند باید در آفرینندگی و ذوق‌آزمایی آزادی کامل داشته باشد و هیچ مرجعی حق ندارد برای او راه و رسم تعیین کند.
گوستاو کلیمت برخلاف بسیاری از دوستان هنرمندش نه در آموزشکده هنری وین، بلکه در آموزشگاه هنرهای صنعتی و کاربردی تحصیل کرد.
در نخستین مرحله از فعالیت کلیمت که او در کارگاهی با برادر جوانترش همکاری داشت، از آمیزش آفرینش هنری و مهارت صنعتگری ترکیبی فشرده شکل می‌گیرد که هم زیباست و هم «سودمند». در مکتب «گسست» به این کارهای ترکیبی که می‌توانستند آمیزه‌ای از نقاشی و پیکره و معماری باشند، «مجموعه هنری» نام داده شده بود. هدف این «هنرمندان صنعت‌گر» خلق فرم‌های هارمونیک و ترکیب‌های چشم‌نواز بود که هم در صنایع کاربردی مانند وسایل مصرفی و استیل مبل و نقش پارچه و هم در آرایش سالن‌ها، دکورهای داخلی و سبک معماری نماها قابل مصرف باشند.

## سبک کاری
کلیمت طراحی زبردست بود. از او بیش از سه هزار طراحی باقی مانده، که از نگاه دقیق و دست پرقدرت او خبر می‌دهند. قلم جسور و چابک او در رسم پیکرها و حالت‌های انسانی، به ویژه زنان برهنه، به گروهی از هنرمندان جوان‌تر مانند اگون شیله درس بسیار داد. کلیمت با رشته‌ای از طرح‌ها به عنوان «استعاره» نام‌آور شد که بسیاری از آن‌ها «سیاه مشق» برای کارهای بزرگتر و تابلوهای رنگی او هستند. این آثار او معمولاً زمینه‌ای یا مرجعی دراماتیک دارند، در اساطیر باستانی یا قهرمانان تراژیک، مانند سالومه، یودیت، دانائه و آتنه. کلیمت با صحنه نمایشی دوران خود پیوند نزدیک داشت. در بسیاری از این کارها او به سمبولیسم گرایش دارد که از گرایش‌های اصلی در هنر روزگار بود. او تلاش می‌کند بسان شاعری پراحساس، مفاهیم کلی و انتزاعی مانند زندگی، مرگ، فلسفه، موسیقی، شهوت و حسادت را با خطوط و اشکال ظریف و نمادین مجسم کند.
در سری طرح‌ها و تابلوی رنگین «امید» زنی باردار است که به شکم برآمده خود خیره شده‌است. با وجود چیره‌دستی کلیمت در طراحی، او در تابلوهای رنگین از بازنمایی دقیق دنیای واقعی دوری می‌کند. پیکرهای انسانی او همراه با موج خط‌ها و رقص فرمها شکل عوض می‌کنند. کلیمت همیشه جای موتیف «طبیعی» را با طرح‌هایی ریز و فشرده پر می‌کند، به گونه‌ای که بافت اصلی فیگورها و پیرامون آن‌ها از روح و حرکت سرشار باشد.
کلیمت این آزادی را به بیننده می‌دهد که کار را به شیوه خود ببیند و با حس و حال خود بسنجد و تفسیر کند. در هنر او چیزی پنهان با معنایی شگرف بیابد که قابل بیان نیست؛ یا تنها نگاه کند و چشم را در زوایای خط‌ها و طرح‌ها و رنگ‌ها گردش دهد و از هماهنگی آن‌ها لذت ببرد. کلیمت برای هر دید و سلیقه چیزی دارد و نزدیک شدن به هنر او به کارشناس و متخصص نیاز ندارد.

### نقاشی‌های زرنگار
بیشترین شهرت کلیمت با کارهایی است که به «دوره طلایی» معروف هستند و کمابیش در دوره بلوغ هنری او، در حوالی ۴۰ سالگی، خلق شده‌اند.
پدر کلیمت گراورسازی باذوق بود و با طلا کار می‌کرد. می‌توان گفت که او عشق به طلا را از پدر به ارث برده بود، اما آشنایی او با کاشی‌ها و نگاره‌های بیزانسی نیز بی‌تردید در علاقه او به نقوش زرین مۆثر بود.
از شمایل‌نگاری و نقش قدیسان که بگذریم، زرنگاری یا استفاده از آب طلا ابداعی است که در هنر مدرن با کارهای کلیمت مشخص می‌شود. کلیمت شمایل بیزانسی را با دستمایه‌های زمینی آشتی داد. در کارهای او معمولاً زنان زیبا و برهنه و دلفریب به جای قدیسان قرار گرفته‌اند. او شاید به پیروی از سنت پدر، هر پیکره را به سان یک «تکه جواهر» نشان داد.
شاید معروفترین این کارها تابلوی بوسه باشد. در این تابلو همه چیز برگرد یک بوسه عاشقانه شکل گرفته‌است. مرد و زن در فضایی زرنگار و اثیری در برابر هم زانو زده‌اند. مرد هم بر زن مسلط است و هم با بازوانی قوی او را در پناه گرفته‌است. روپوش مرد از نقش‌های گوشه‌دار و «سخت» است، درحالیکه جامه زن از نقش‌های مدور و «نرم» پوشیده شده‌است.
فضای تابلو یکسره لخت و مجرد است و هیچ چیز از شرایط و موقعیت زن و مرد را روشن نمی‌کند. آن‌ها تنها دو انسان عادی هستند که با دو اندام متفاوت در هم فرورفته‌اند و می‌توانند به هر زمانه و فرهنگی متعلق باشند. منتقدی این موقعیت را «تصویر بشریت» لقب داده‌است.
در دوره پایانی زندگی کلیمت، افسون سرد و عبوس اکسپرسیونیسم فضا را پر کرده بود، اما کلیمت بیشتر به ستایش لذت زندگی، کامرانی از عشق و نوشخواری گرایش داشت.
طبع سرزنده و زیباپسند او بهتر از هر جا در چشم‌اندازهای طبیعت و پرتره‌های زنانه او دیده می‌شود که در دهه آخر زندگی، از حوالی ۱۹۰۸ تا ۱۹۱۸ با کمالی خیره‌کننده به روی بوم آورده‌است.
در این آثار کلیمت به سبکی آرام و موزون دست یافته که می‌توان آن را مثل ترنم موسیقی حس کرد. اما گاه در این ترنم لطیف و نوازشگر، حس و حال زمانه پرآشوب محسوس است، حتی در تابلوهای تغزلی مانند بوسه یا «هماغوشی»، اضطرابی پنهان حس می‌شود که به زوج عاشق نهیب می‌زند که هرگز به این لحظه بیکران پایان ندهند. اگر به پشت بنگرند مصیبتی بزرگ در انتظار آن‌هاست.

## نگارخانه

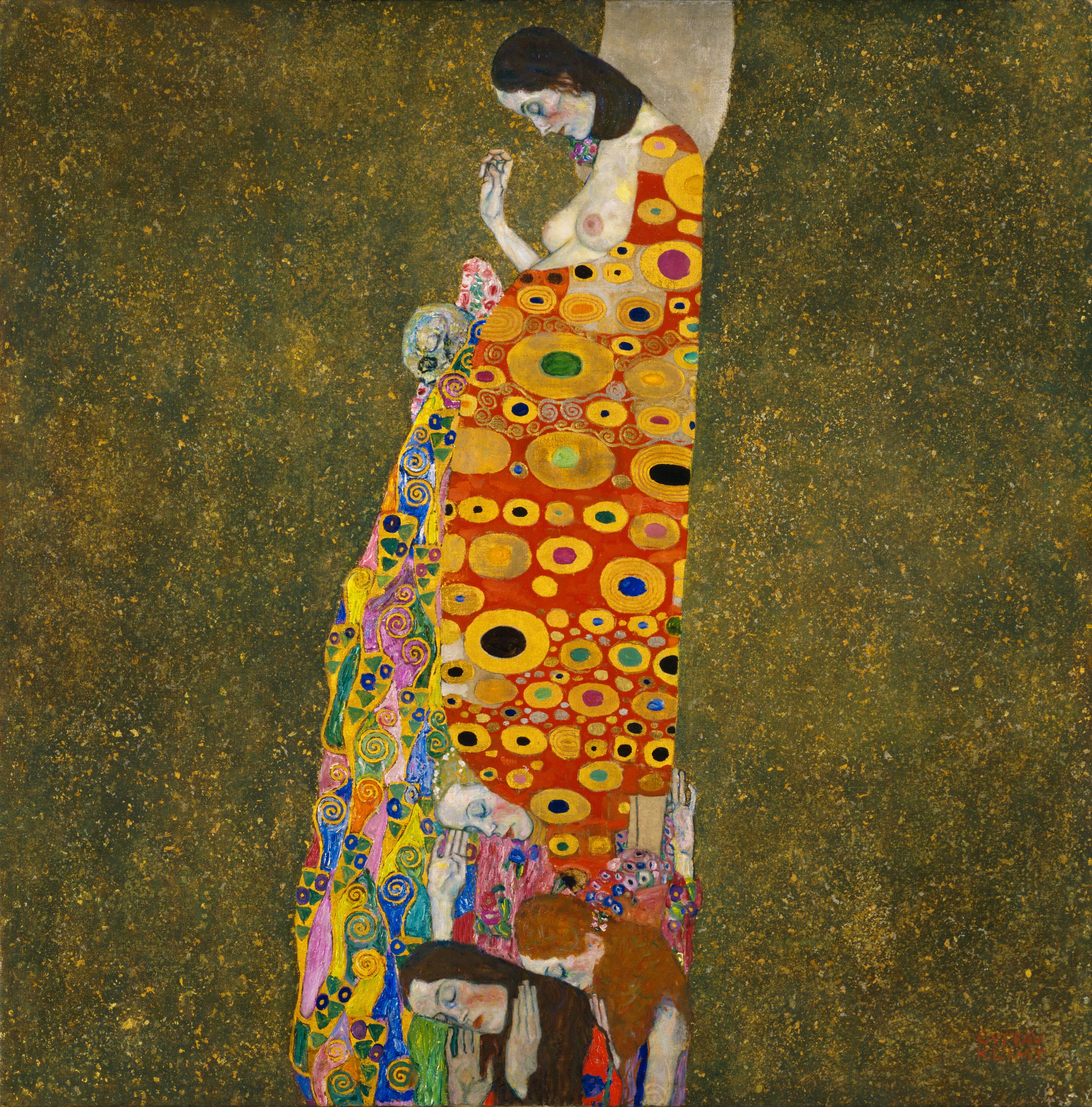
امید ۲ ۱۹۰۷ - ۱۹۰۸ م. موزه هنر مدرن
دوشیزه ۱۹۱۳ م. گالری ملی پراگ
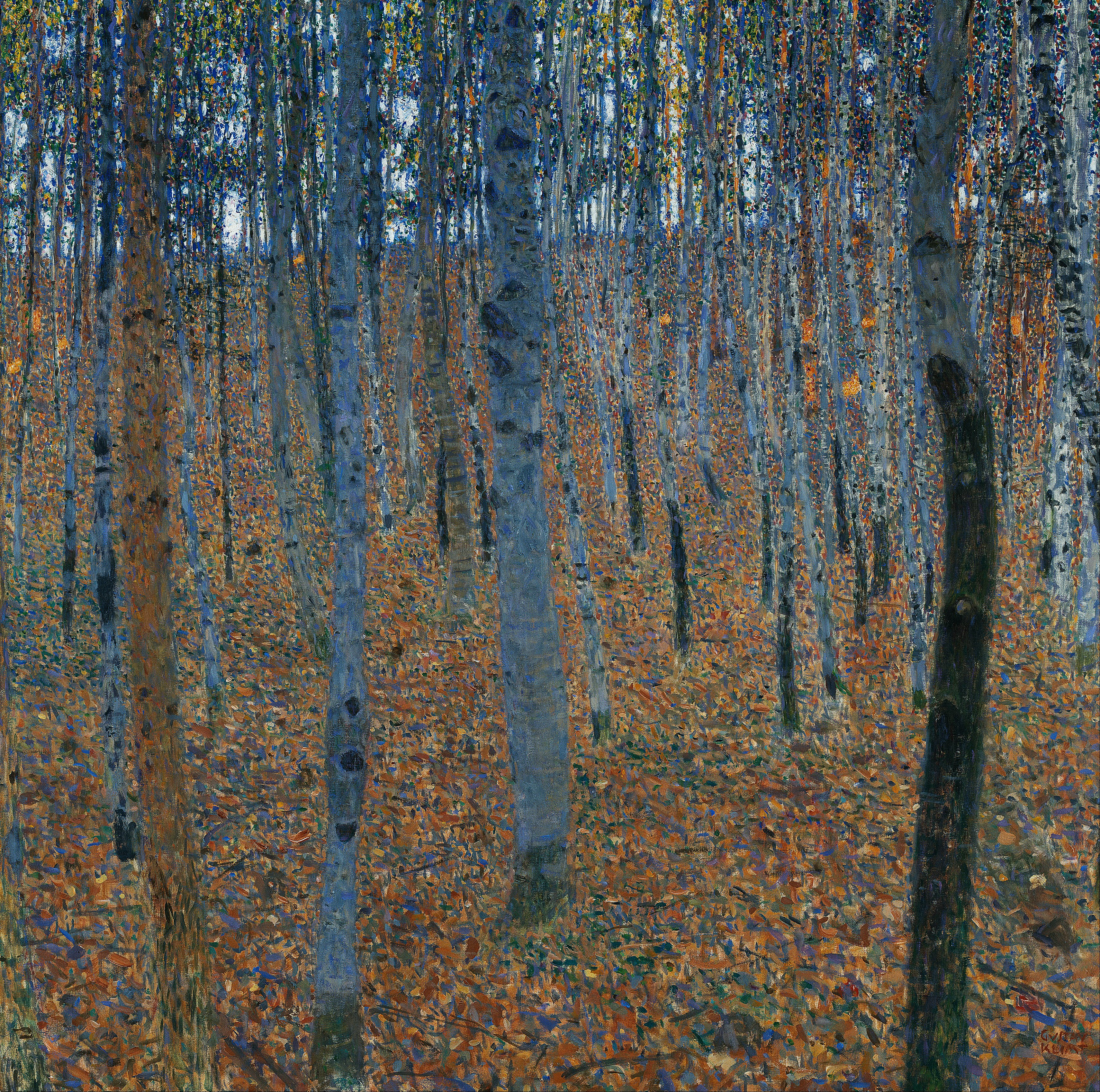
بیشه درختان راش (۱۹۰۲ میلادی)
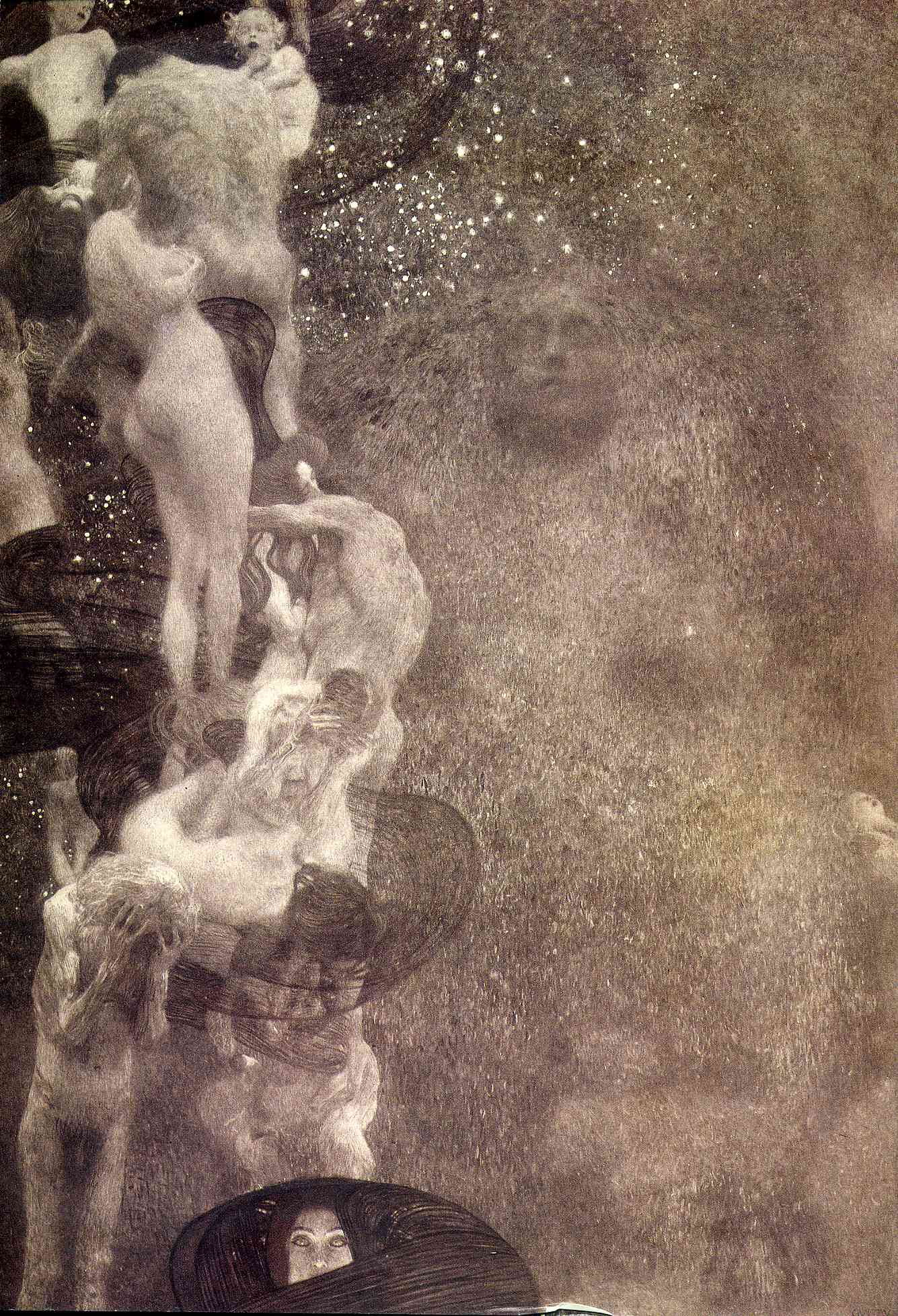
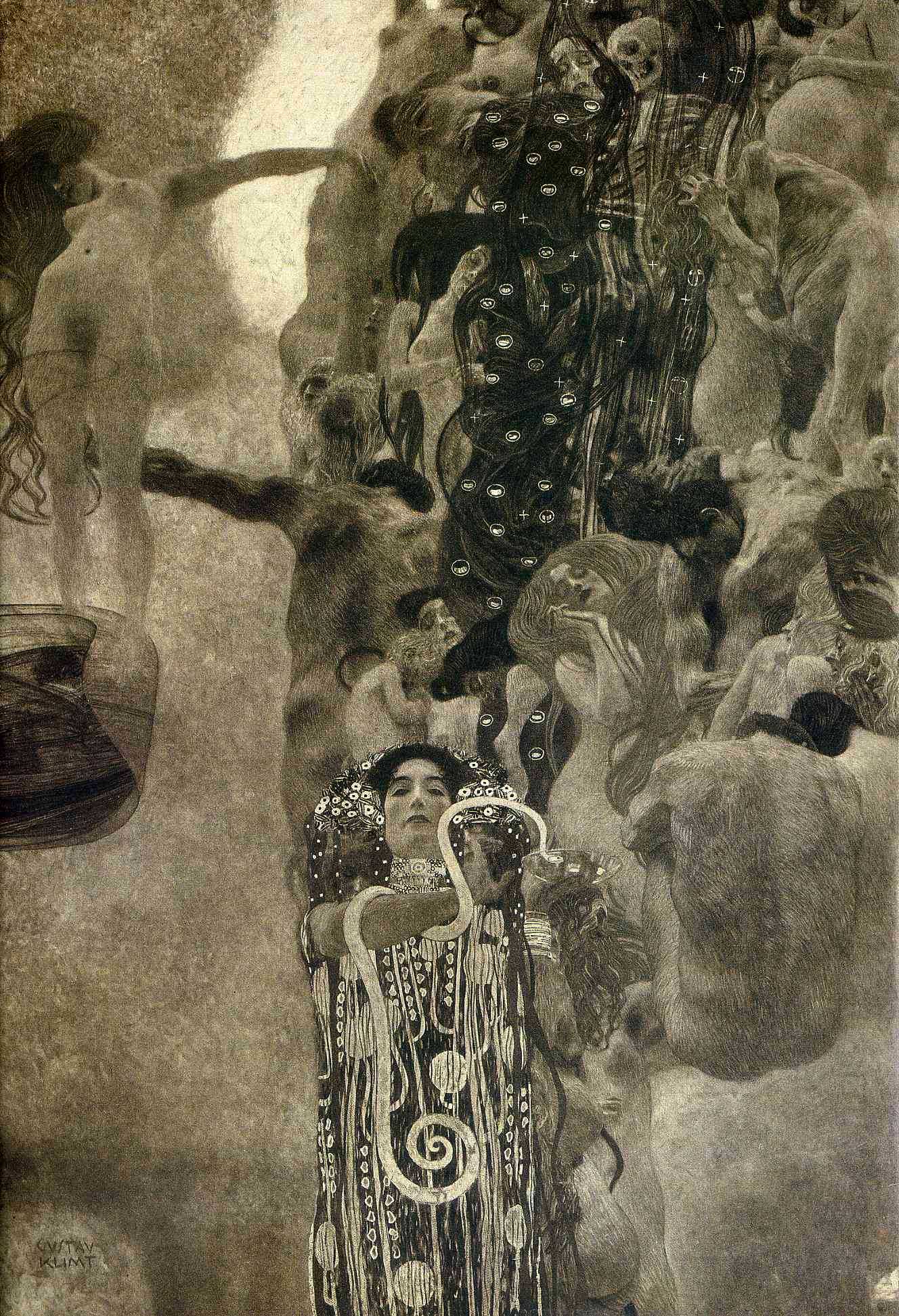
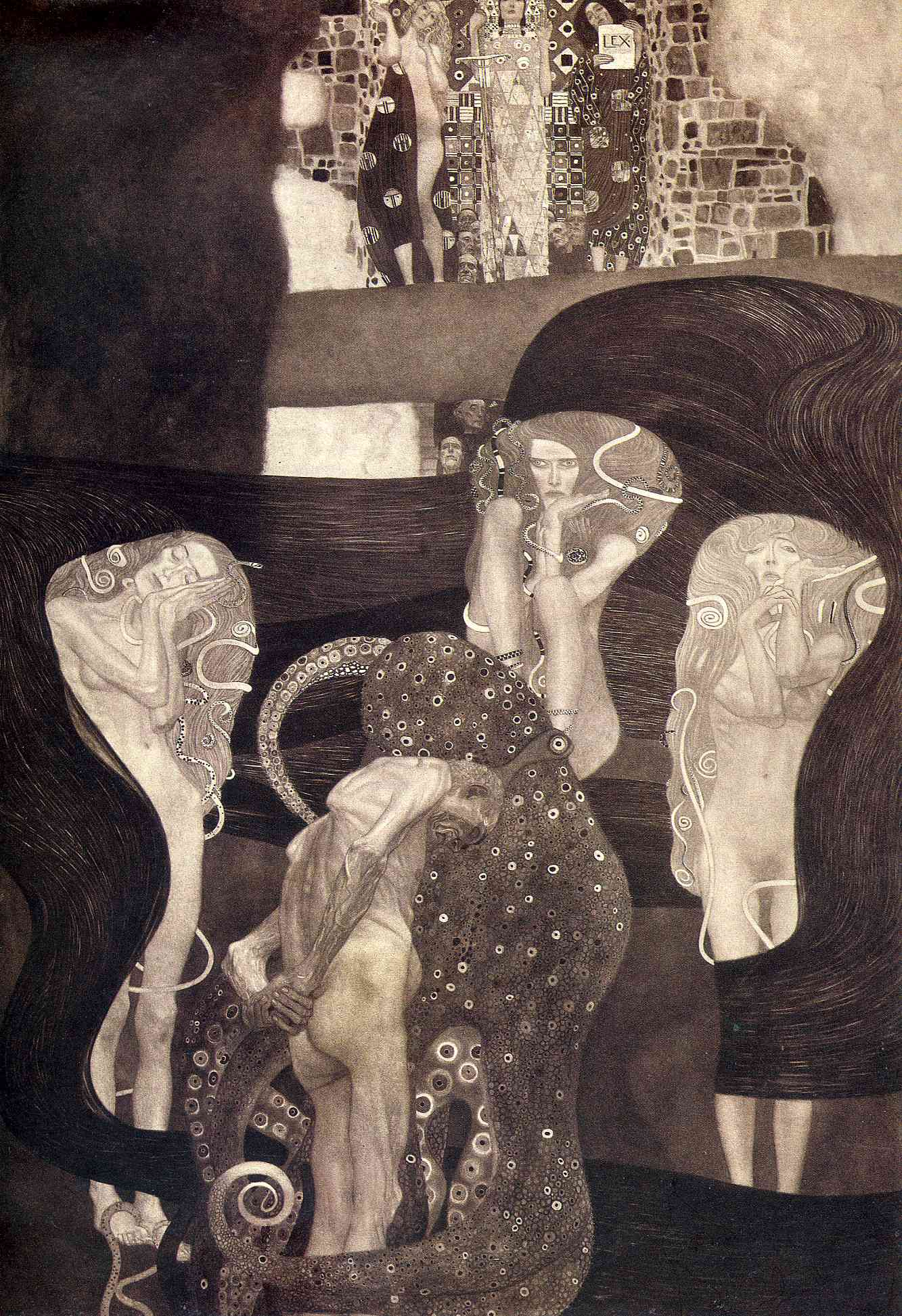
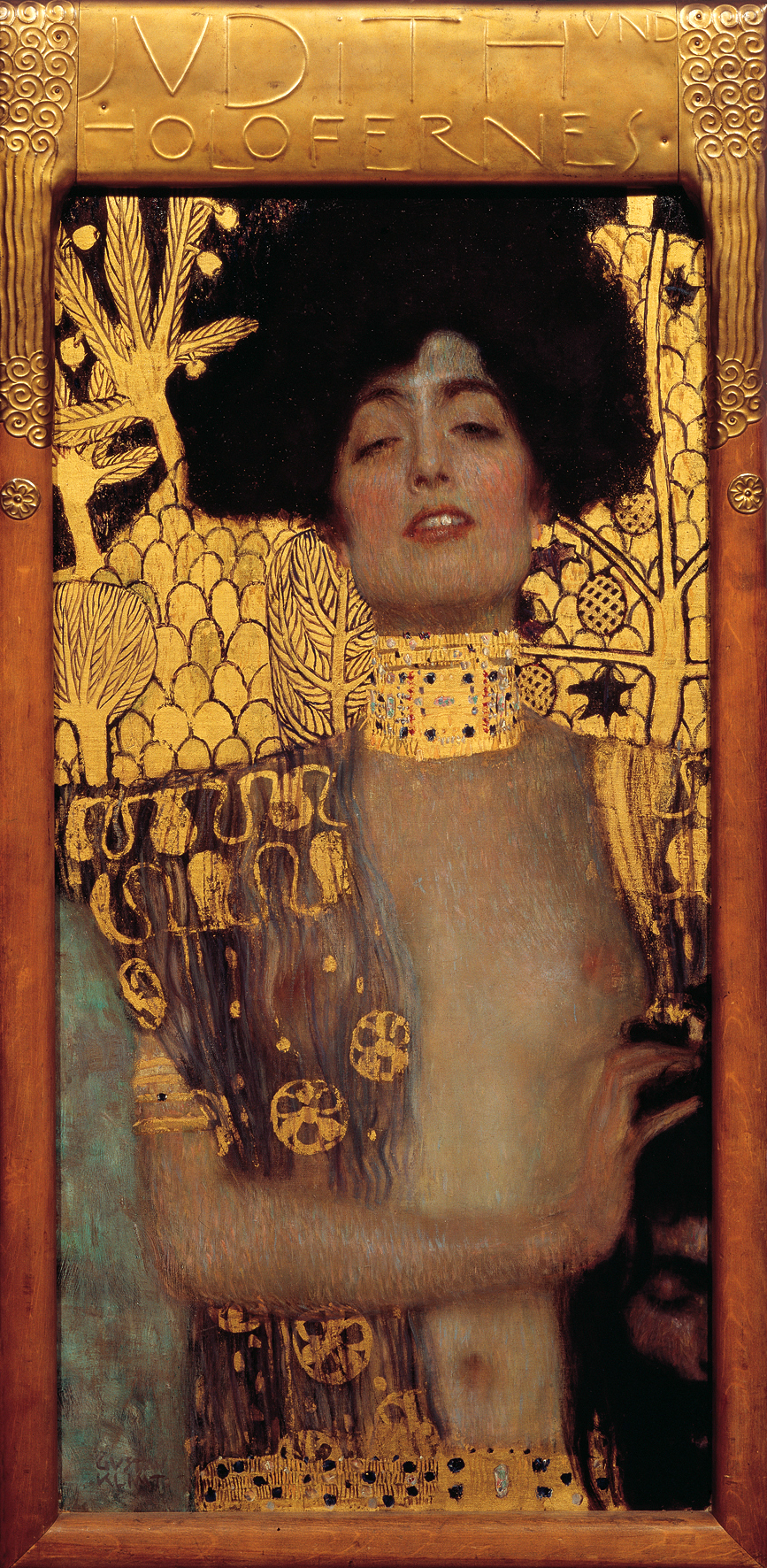
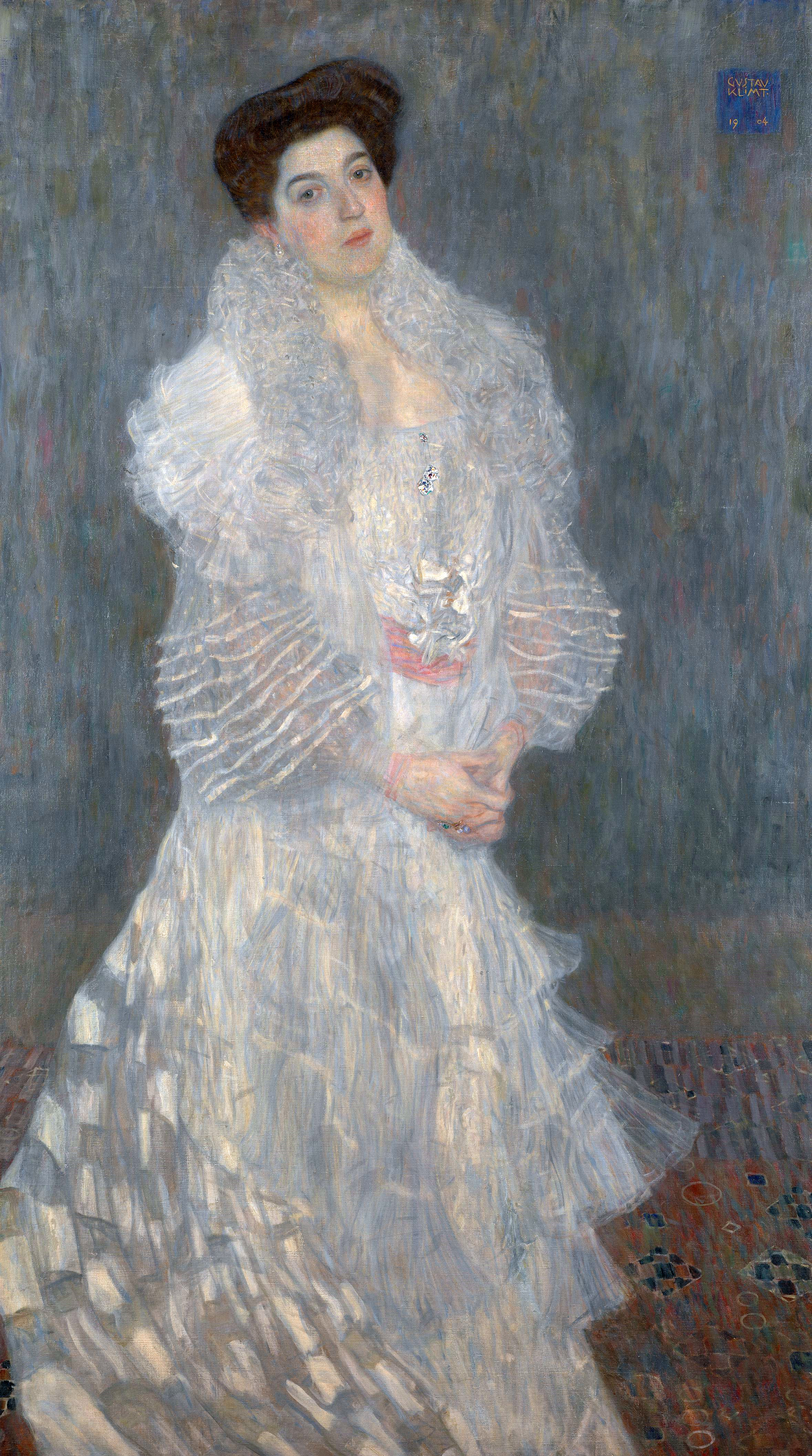
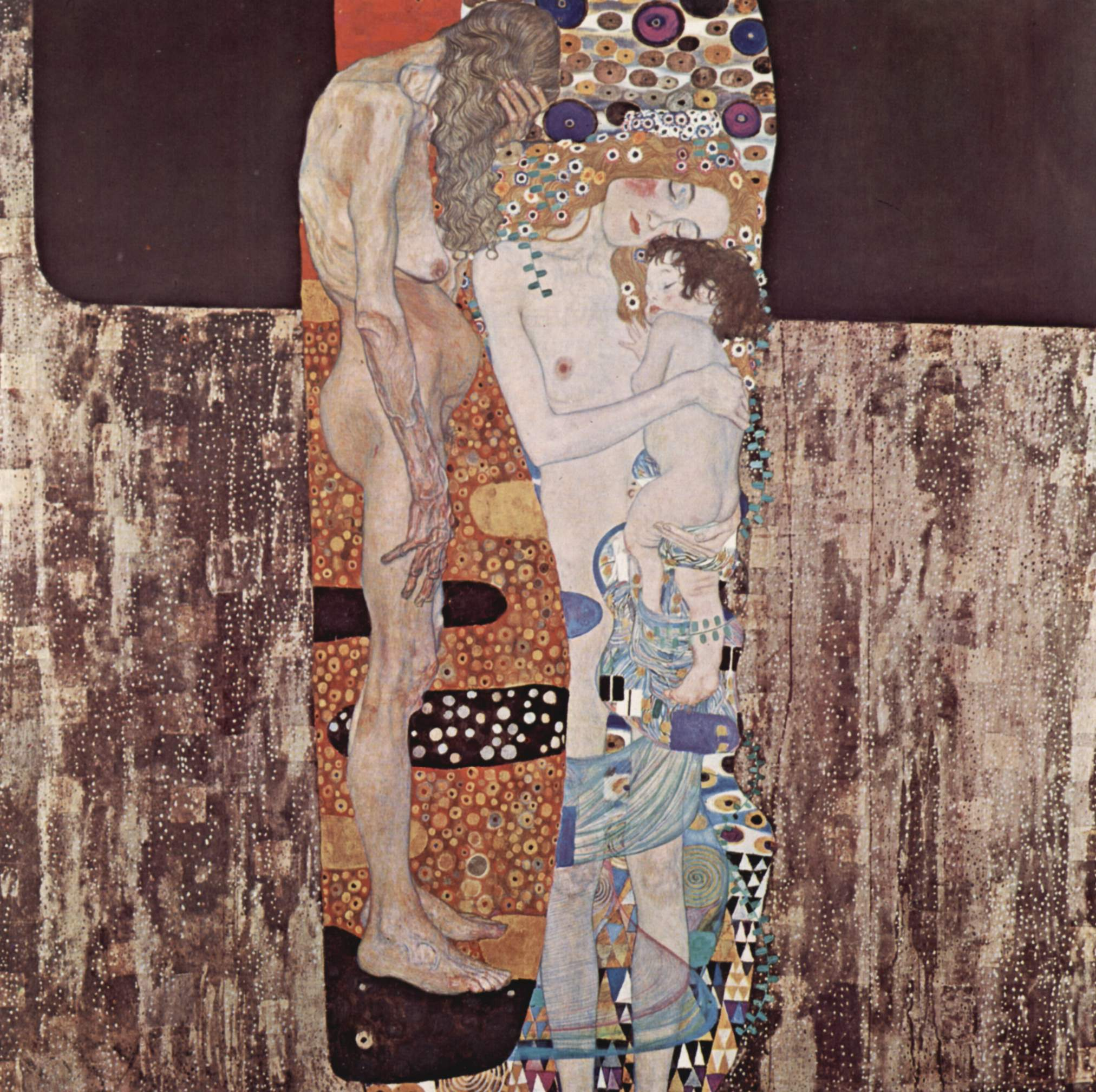
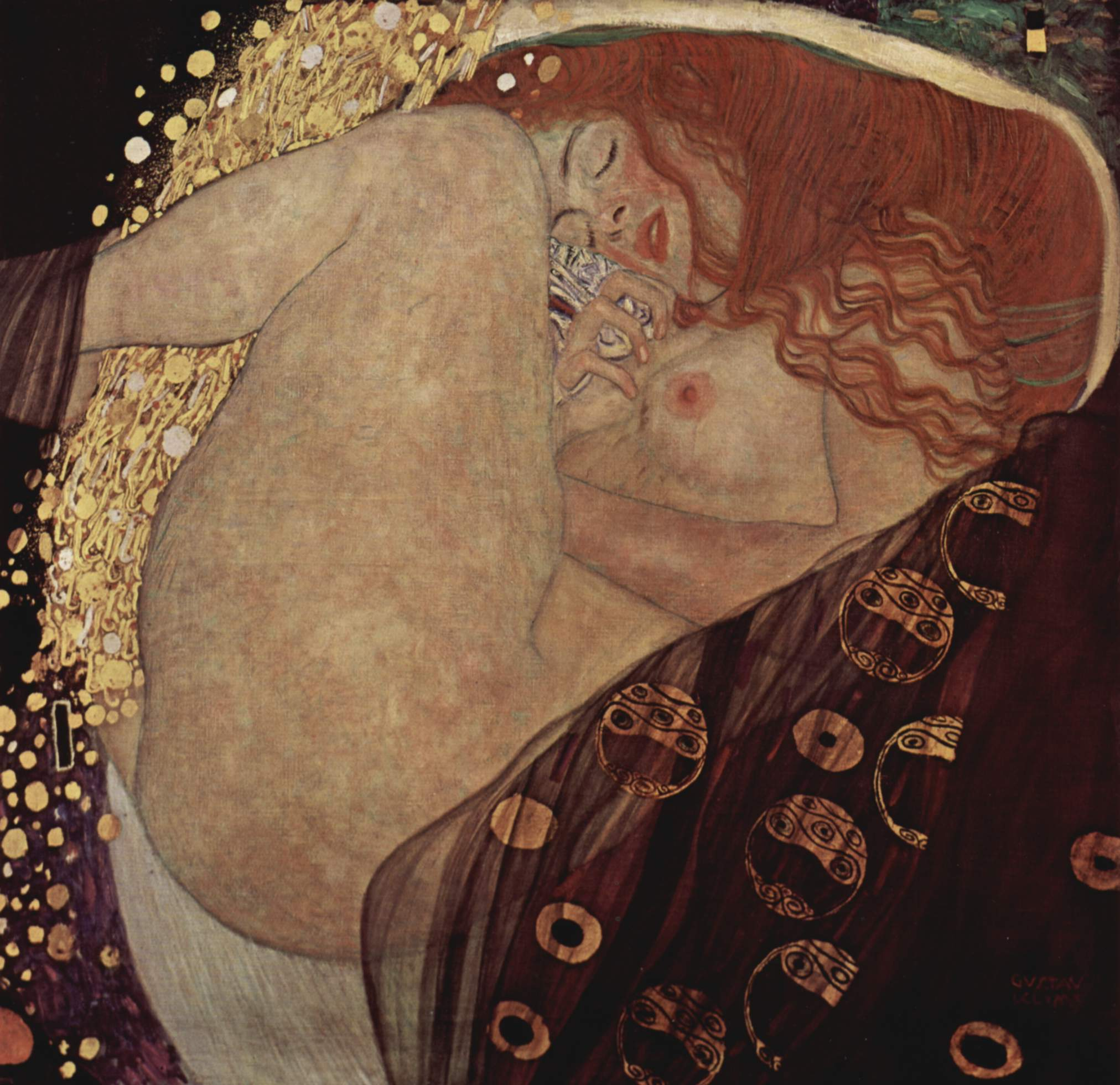
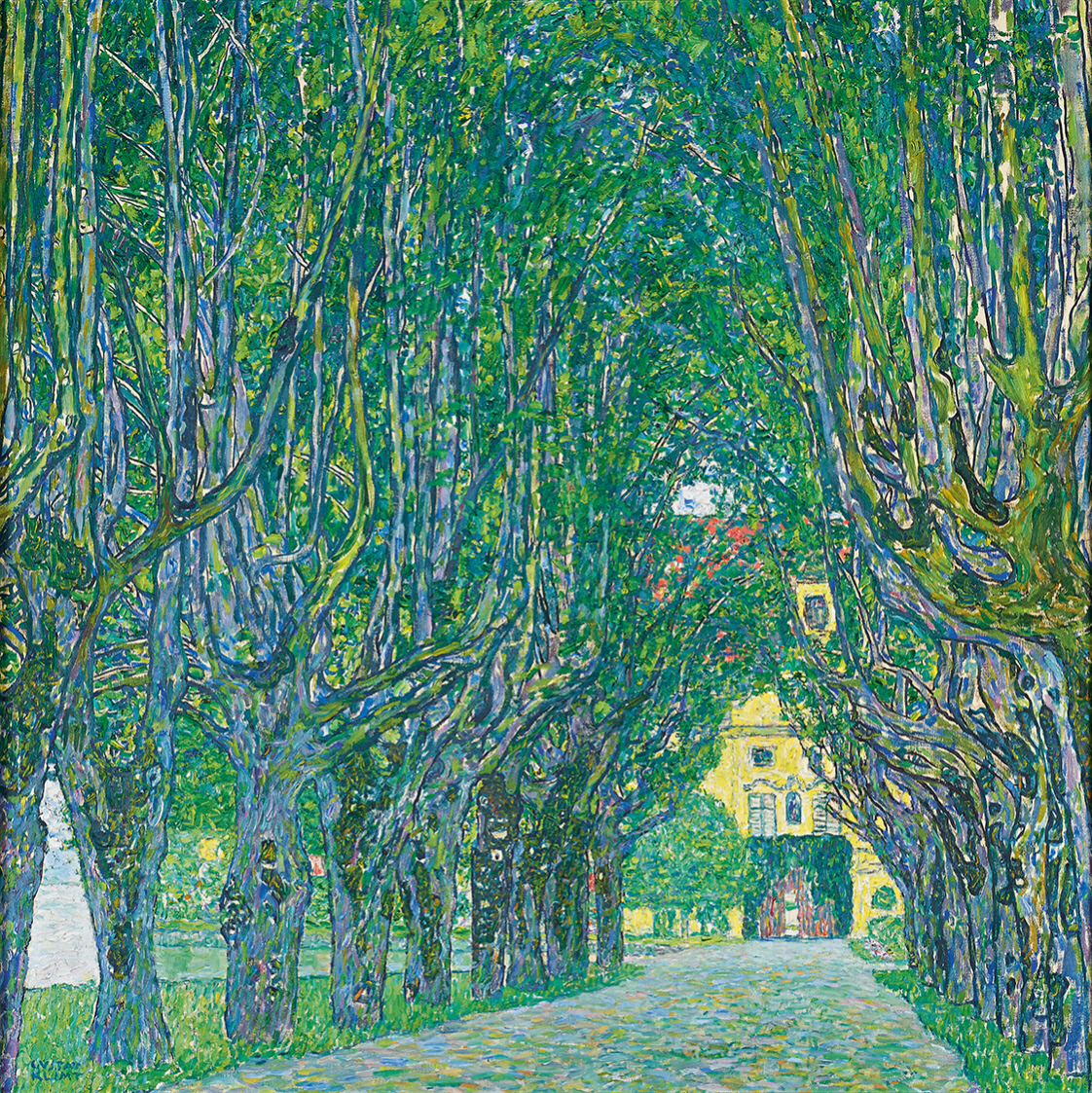
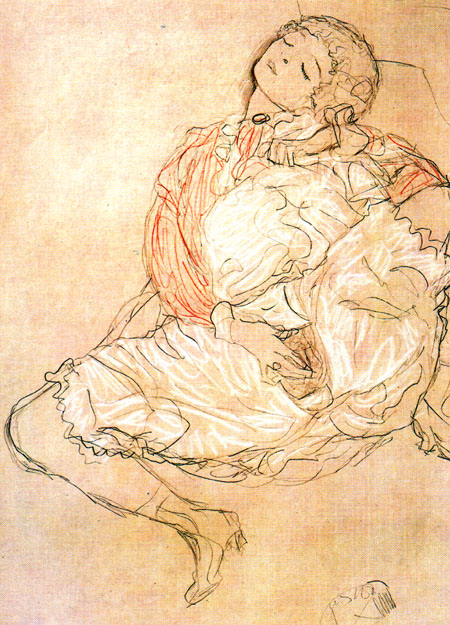
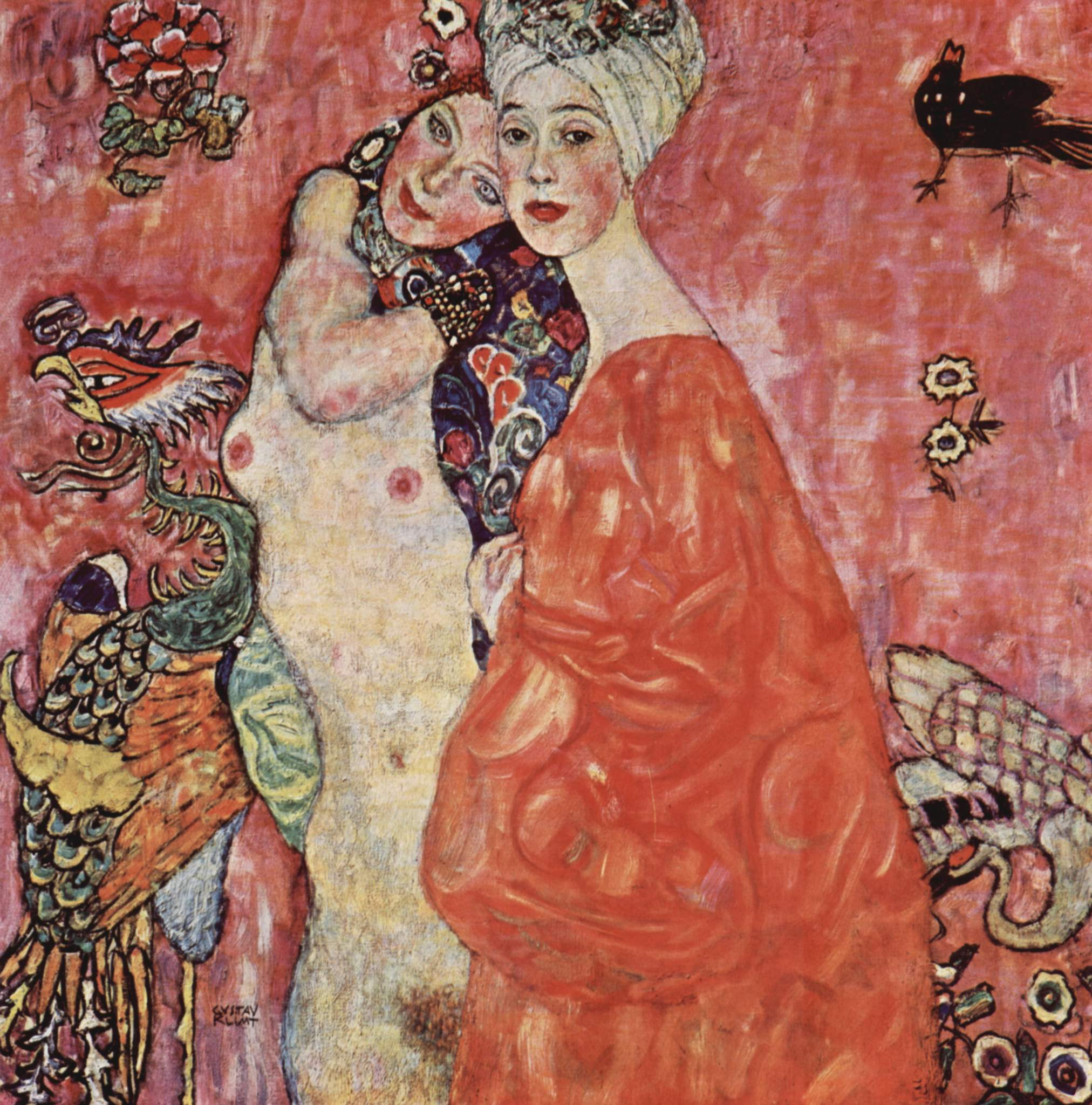
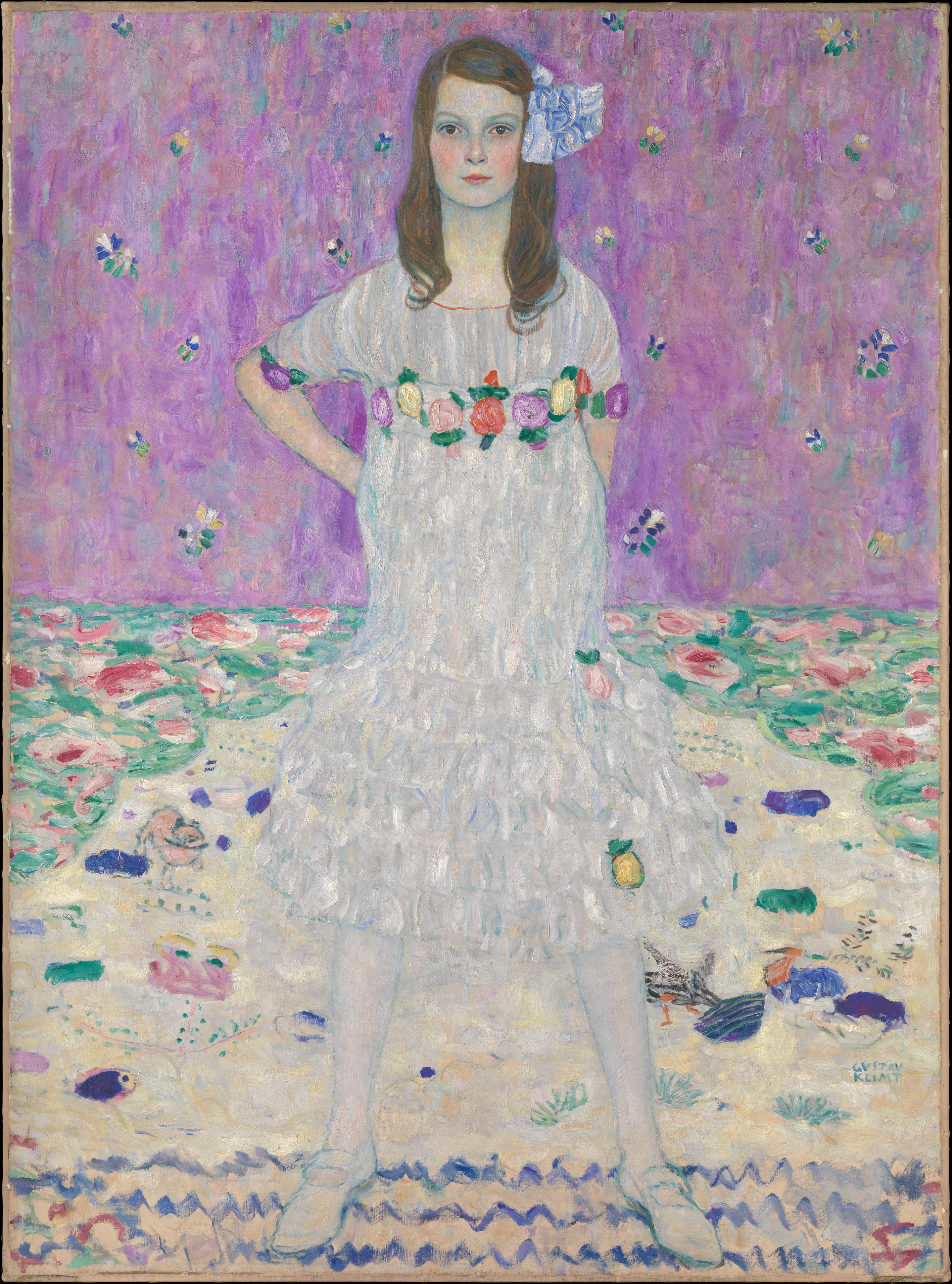
میدا پریماوسی ۱۳-۱۹۱۲ م. موزه متروپولیتن نیویورک
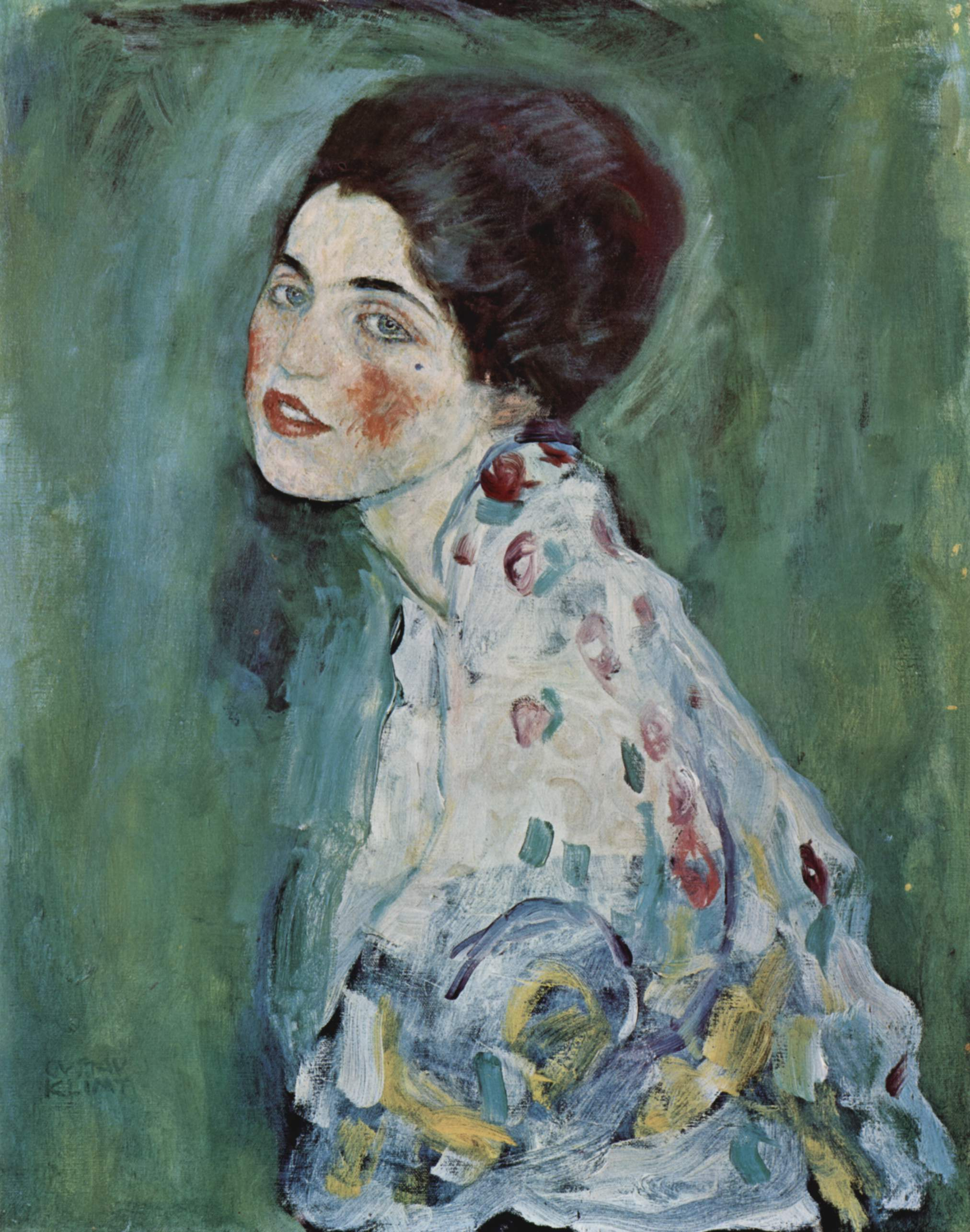
پرترهٔ یک بانو بین ۱۹۱۶ و ۱۹۱۷ م. گالری هنرهای مدرن ریچی اودی
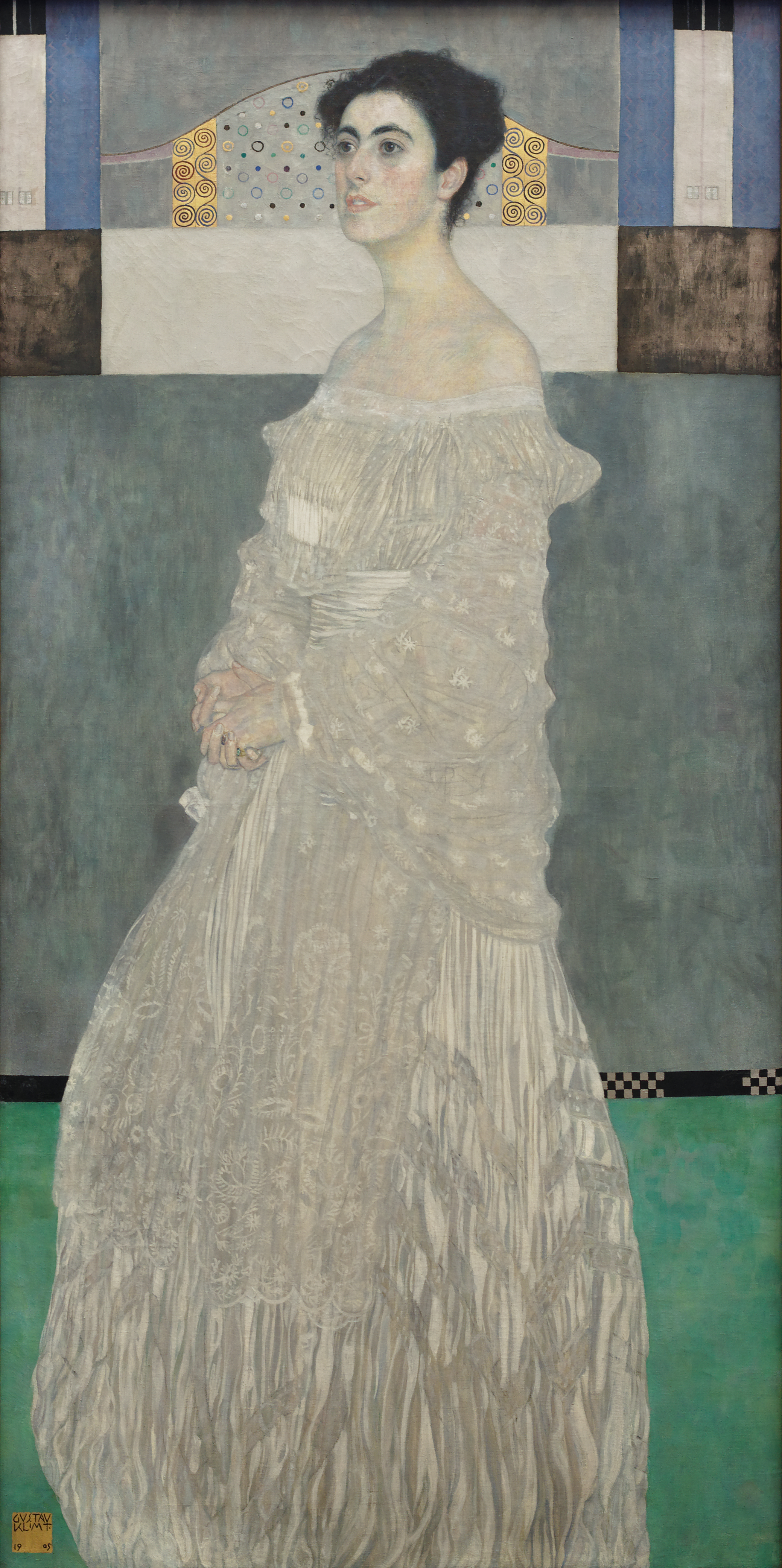
پرترهٔ مارگارت استونبرو-ویتگنشتاین، ۱۹۰۵ م.